# منجم تازيازت
منجم تازيازت هو منجم ذهب يقع في الوسط الغربي، قرب شواطئ موريتانيا. وقد تم منح رخصة الاستغلال لتازيازت موريتانيا المحدودة ش.م (TMLSA)، شركة فرعية مملوكة للمجموعة الكندية Kinross Gold Corporation. وبدأ استغلال المنجم في 2007.
يقع المنجم في ولايتي إينشيري وداخلت نواذيبو، على بعد 250 كيلومترا جنوب غرب نواذيبو و300 كيلومتر شمال نواكشوط. وفي 2022، أنتج المنجم 538591 أوقية ذهب، أي قرابة 15,2 طنا. وتعتبر تازيازت منجما في الفضاء المفتوح. ويتم استخراج الذهب منه بطريقة تقليدية، عن طريق المعالجة بالتكسير والطحن والرشح بالسيانيد.

## التاريخ
بدأ استغلال المنجم في 2007 من طرف الشركة الكندية Red Back Mining. وتم شراؤها بعد ذلك بثلاث سنوات، في أغسطس 2010، من طرف Kinross Gold – وهي مؤسسة معدنية كندية متخصصة في استغلال مناجم الذهب والفضة – بمبلغ 7,1 مليار دولار.
وفي إطار برنامج "مرتنة" اقتصاد البلد، وقعت Kinross Gold والحكومة اتفاقا في 2016 لزيادة حصة الموظفين الموريتانيين داخل الاستغلال. ويتضمن هذا الاتفاق برنامجا مهما لنقل الكفاءات وتأميم يدها العاملة .
وفي يناير 2019، عينت Kinross فريقا جديدا لقيادة شركتها الفرعية الموريتانية، تازيازت موريتانيا المحدودة ش.م (TMLSA). وتدخل التعينات في إطار إرادة "مرتنة" عمال الشركة التي انتقلت النسبة المئوية من الموريتانيين الموظفين فيها بدوام كامل من 91 % إلى 95,5 % بين 2017 و 2019. وتم تعيين إبراهيم ولد امبارك ولد محمد المختار، وزير سابق للتنمية الريفية والزراعة ثم للمياه والصرف الصحي ومدير عام سابق للشركة الوطنية للصناعة والمعادن، في منصب نائب رئيس Kinross، مكلف بالعلاقات الخارجية. وتم تعيين الطالب عبدي فال، مدير عام سابق للشركة الموريتانية للكهرباء ومدير عام سابق للشركة الوطنية للصناعة والمعادن ووزير سابق للبترول والطاقة والمعادن، في منصب مدير غير تنفيذي ل TMLSA. وتم تعيين عصمان كان، مدير عام سابق للشركة الوطنية للصناعة والمعادن ومحافظ سابق للبنك المركزي الموريتاني ووزير سابق للمالية، في منصب مدير غير تنفيذي ل TMLSA.
وبعد سنوات طويلة من المفاوضات مع حكومة موريتانيا، تم توقيع اتفاقات جديدة في 2020 و 2021 تسمح على وجه الخصوص بزيادة نسبة الإتاوة المدفوعة من طرف المنجم للحكومة حسب آلية تأخذ في الحسبان تطور سعر الذهب.
وفي 2021، شب حريق في المنجم وأدى إلى تعليق عمليات الطحن.

## الإنتاج
في 2015، بلغ الإنتاج 219045 أوقية ذهب، أي 6,2 طنا من الذهب.
وفي 2016، كانت تازيازت توظف أكثر من 4000 شخص يعملون ل Kinross أو لمقاوليها .
وفي 2018، تم تقديم مشروع توسعة للمنجم. ويتضمن هذا المشروع مرحلتين ترميان إلى جعل منجم تازيازت واحدا من أهم مناجم الذهب في إفريقيا. ومن المنتظر أن تزيد المرحلة الأولى من مشروع التوسعة قدرة معالجة المصنع من 8000 إلى 12000 طن من المعدن الخام في اليوم. وستكون هذه المرحلة حيز التشغيل في يونيو 2018. أما المرحلة الثانية من هذا المشروع، فينتظر أن تزيد قدرة المعالجة لتبلغ 24000 طن في اليوم قبل نهاية العام 2020. ويبلغ الاستثمار الإجمالي لهذا المشروع قرابة مليار دولار .
وبين 2021 و 2022، تضاعف إنتاج المنجم ثلاث مرات، منتقلا من 170502 أوقية إلى 538591 أوقية (15,2 طنا من الذهب).

## مشاريع أخرى
في 2019، أعلنت شركة Kinross التزامها بحملة تمويل ب 300 مليون دولار لتشييد بنى تحتية في موقع منجم تازيازت. ويتضمن المشروع بناء محطة طاقة شمسية كهروضوئية في موقع المنجم. وترمي هذه المحطة إلى إنتاج 34 ميغاواط ساعة كهرباء، أي 20% من استهلاك المنجم من الطاقة.
كما طورت Kinross، المعترف لها بتدخلاتها في مجال المسؤولية الاجتماعية، برامج مهمة، خاصة التبرع بالمعدات الطبية لقرابة أربعين مستشفى ومركزا صحيا في عموم البلد.